# نيسرية بنية
النَيْسَرِيّة البُنِّيّة (الاسم العلمي: Neisseria gonorrhoeae) هي نوع من البكتيريا تتبع جنس النيسرية من فصيلة نظيرات النيسرية. وهي بكتيريا سلبية الغرام ذات شكل كلوي ومزدوجة التكور، وتسبب مرض السيلان.
وأول من وصف النيسرية البنية هو ألبيرت نيسر عام 1879.

## وصف البكتريا
النيسرية بكتريا مرهفة غير مقاومة للعوامل الخارجية كالجفاف والبرودة لها احتياجات تغذوية واستزراعية معقدة، وهي تنمو على غراء الشكولاتة مع ثاني أكسيد الكربون بشكل خاص. والمكورات النيسيرية هي بكتريا مزدوجة داخل خلوية.
عادة ما يتم عزل النيسرية على غراء ثاير-مارتن وهو عبارة عن أغار يحتوي على ثلاث أنواع مختلفة من المضادات الحيوية ومواد مغذية، وتعمل المضاد الحيوية على تثبيط نمو بكتريا موجبة الغرام والفطريات. وتحتوي كل أنواع النيسرية على إنزيم الأوكسيداز ويتم التفريق بين الأنواع عن طريق اختبار الكربوهيدرات والذي يشمل على الجلوكوز والمالتوز والسكروز حيث النيسرية البنية تأكسد الجلوكوز فقط.
النيسرية البنية قادرة على سحب أجسام تفوق وزنها ب100,000 مرة ويعتقد أن شعيرات النيسرية هي أقوى محرك بيولوجي معروف.

## الأمراض
أعراض العدوى بالنيسرية البنية تختلف باختلاف مكان الإصابة. التهاب الأعضاء التناسلية يؤدي إلى خروج إفرازات قيحية كريهة الرائحة من الأعضاء التناسلية. كما قد يصاحب ذلك إحمرار الأعضاء التناسلية وانتفاخها والشعور بحرقة أثناء التبول. التهاب الأعضاء التناسلية للمرأة قد يسبب مرض الالتهاب الحوضي والذي -عن عدم معالجته- قد يؤدي للعقم. كما تسبب النيسرية البنية التهاب الملتحمة والتهاب البلعوم والتهاب المستقيم والتهاب الإحليل والتهاب البروستاتة والتهاب الخصية.
التهاب الملتحمة الناتج من النيسرية شائع لدى حديثي الولادة وعادة ما يتم استخدام المضادات الحيوية أو نترات الفضة للوقاية منها. وتنتقل العدوى للطفل أثناء مروره في مجرى الولادة، وقد يؤدي التهاب الملتحمة إلى تندب أو ثقب القرنية. انتشار البكتريا داخل الجسم قد يؤدي إلى التهاب الشغاف أو التهاب السحايا أو متلازمة التهاب الجلد والمفاصل النيسرية.

## العلاج والوقاية
إذا كانت النيسرية البنية مقاومة للبنسيلين يستخدم الجيل الثالث من سيفالوسبورين مثل سيفترياكسون، كما يجب معالجة الشريك الجنسي واختبار الشريكان للأمراض المنقولة جنسياً كداء المتدثرات.
يمكن الوقاية من المرض عن طريق استخدام عازل ذكري والحد من عدد الشركاء الجنسيين.

## وصلات خارجية
- Todar's Online Textbook of Bacteriology
- eMedicine: Gonococcal Infections